# سیارک ۲۳۴۷
سیارک ۲۳۴۷ (به انگلیسی: 2347 Vinata، نامگذاری:1936TK) دو هزار و سیصد و چهل و هفتمین سیارک کشف شده‌است که در ۷ اکتبر ۱۹۳۶ کشف شد.
قدر مطلق سیارک برابر ۱۱٫۳۰ است.